# Aallottaret (Die Okeaniden)
Die Okeaniden (finn. Aallottaret) op. 73 aus dem Jahr 1914 ist eine Tondichtung und eines der wenigen Werke von Jean Sibelius, die nicht auf einem finnischen Stoff beruhen. Das Werk entstand im Auftrag des US-amerikanischen Musikers Horatio Parker, für die Reise nach Amerika 1914 für das Norfolk Festival in Connecticut. Eine erste, später wesentlich abgeänderte Arbeitsfassung trug den deutschen Titel Rondeau der Wellen. Die Tondichtung dauert etwa 8½ Minuten. 
Das Werk bezieht sich auf die klassische Mythologie. Die Okeaniden sind Nymphen, Töchter des Meeresgottes Okeanos und seiner Gemahlin Tethys.